# Ringrose Peak
Ringrose Peak (3292 m n. m.) je hora ležící na hranicích dvou kanadských provincií, Alberty a Britské Kolumbie. Nachází se na kontinentálním rozvodí na hranicích národních parků Banff a Yoho. Je součástí pohoří Bow Range, které patří pod Kanadské skalnaté hory. Svůj název vrchol dostal po anglickém dobrodruhovi A.E.L. Ringrosovi. Pojmenoval ji tak Samuel Allen, který se v této oblasti s Ringrosem setkal. V topografických mapách je hora označována jako NTS 82N/08.